# أنخيل رويو
أنخيل رويو (بالإسبانية: Ángel Royo) هو مدرب كرة قدم ولاعب كرة قدم إسباني، ولد في 12 أغسطس 1966 في Sariñena ‏ في إسبانيا. لعب مع CD Sariñena ‏.